# ヘドロ!!
『ヘドロ!!』は、恐悪狂人団の1stアルバム。LPが限定1枚、同内容のカセットも極少数生産だった為、幻の作品となっている。

## 解説
- 1983年に限定1枚でLP 、限定30本でカセットが発売され、翌1984年に新装ジャケットにて限定30本でカセットが再発された。
- 限定1枚のLPは、三軒茶屋のFUJIYAMA店内に長年展示されていたが、2008年に殺害塩化ビニール公式サイトにてオークションにかけられ、44万円にて落札された。
- LPが限定1枚だった理由は当時中学生だった為、資金不足で1枚しか制作できなかったらしい。
- クレイジーはボーカルではなくベースを担当しており、ボーカルの成人は猛毒でドラム担当のチャクラ。このメンバーが後に猛毒となる。

## 収録曲
1. 絶望
2. ギターソロ
3. チンピラ・ペテン師
4. アレルギー
5. ゲロハゲ・マネー
6. 奴らはボンバー
7. 笑点
笑点のテーマのカバー。
8. Mr.プロ野球つぎはぎ君
9. 第2試合、ヨットマンvs.ナイトウ君
10. 笹川会長の讃歌
日本船舶振興会・財団法人日本防火協会の当時会長だった、笹川良一が出演していたCMが元ネタ。
11. 笹川会長讃歌
12. Daican大爆発!!

## 参加ミュージシャン
- Sakaba - ベース
- Jex - ドラムス
- クズ - ギター
- 成人 - ボーカル